# Patufet
|  | Aquest article tracta sobre el personatge i el conte del Patufet. Si cerqueu la revista, vegeu «En Patufet». |

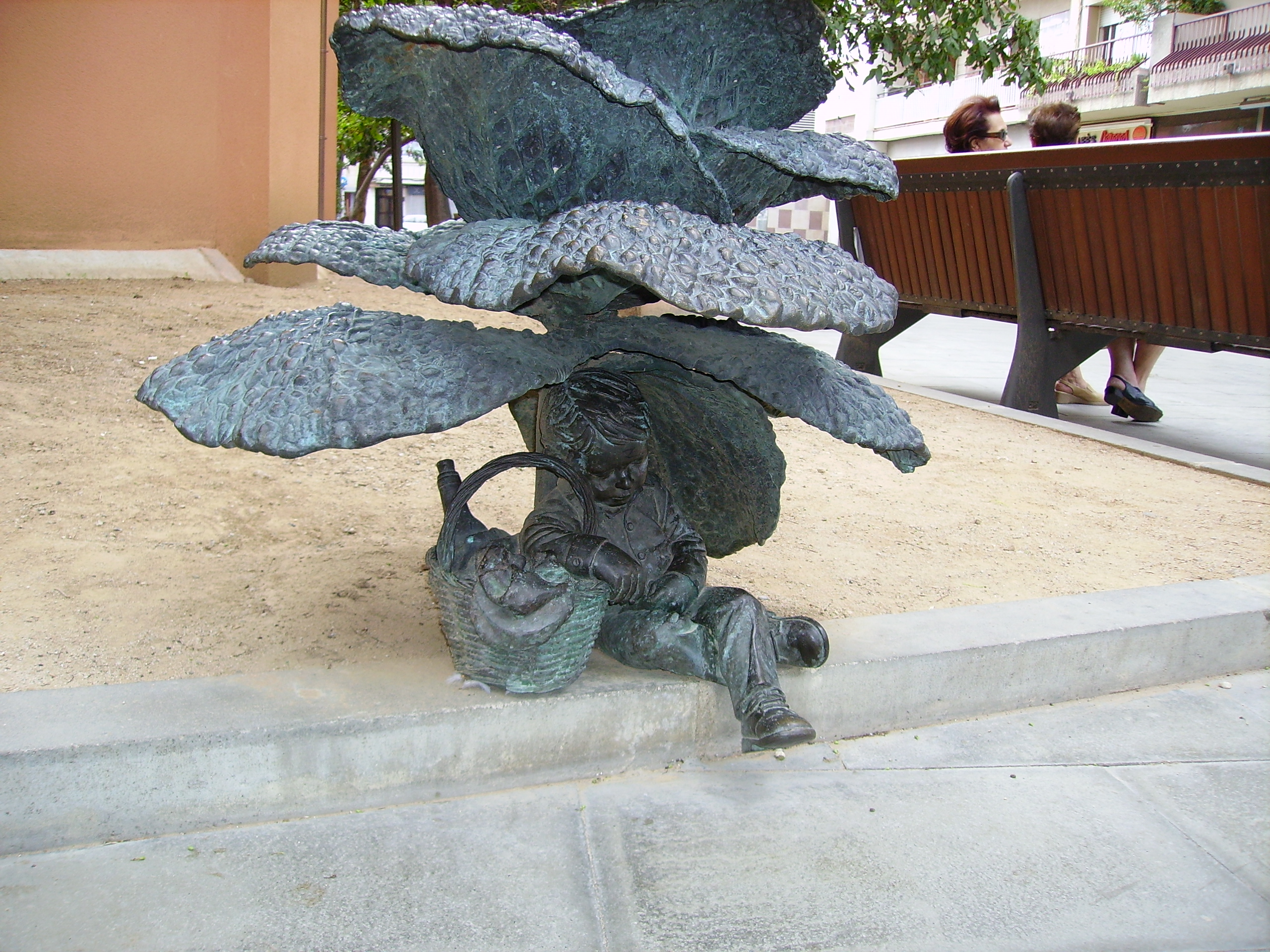
Monument a en Patufet a la plaça Folch i Torres de Granollers, obra d'Efraïm Rodríguez

En Patufet és un personatge popular català, representat per un nen molt menut que porta una gran barretina. És el protagonista d'un dels contes tradicionals catalans més coneguts i que porta el mateix nom. El personatge es retroba en rondalles de tot Europa, especialment en el conte Däumling, dels germans Grimm.

## Argument del conte del Patufet
L'argument bàsic del conte del Patufet, amb algunes variacions, és el següent:
"El Patufet era un nen molt petit, molt petit, que vivia amb els seus pares en una casa de pagès. Tot i que era molt trapella, també li agradava ajudar els pares. Un dia que la mare es disposava a anar a comprar safrà, el Patufet li va demanar que l'hi deixés anar a ell, i després de molt insistir la va convèncer.
Va anar a ca l'adroguer a buscar el safrà i perquè la gent no el trepitgés cantava una cançó mentre caminava pel carrer:
Patim, patam, patum,
homes i dones del cap dret,
patim, patam, patum,
no trepitgeu el Patufet.
L'adroguer es va quedar ben parat en sentir una veu prima que li cridava: Vull una lliura de safrààà! Una vegada i una altra mirava i no veia ningú a la botiga; de tan petit que era, el Patufet no arribava ni al taulell! Al final, el va veure i li va poder vendre la lliura de safrà que volia.
Quan la mare va haver acabat de fer l'arròs i es disposava a portar el dinar al pare, que estava treballant al camp, el Patufet va tornar a insistir que l'hi deixés dur a ell. Així que la mare li va donar una cistella amb el dinar del pare i hi va enviar el Patufet.
Vet aquí que mentre hi anava va començar a tronar i a ploure. Veient aquella tempesta tan gran, el Patufet va córrer a aixoplugar-se sota una col. I s'hi va quedar tan a gust que s'hi va adormir.
Al cap d'una estona, quan la tempesta ja havia passat i el Patufet encara dormia, va venir un bou que, veient el camp de cols, se n'hi va anar de dret. Quan va ser a la col on jeia en Patufet, va obrir la boca i es va empassar de cop la col, la cistella i el Patufet.
En veure que no apareixia, els seus pares el van anar a buscar, tot planyent-se'n. Cridaven ben fort: Patufeeet, on eeets?, però ningú no responia, fins que al cap de molta estona d'insistir-hi es va sentir una veu llunyana i fosca que deia:
Soc a la panxa del bou,
que no hi neva ni hi plou!
Quan el bou farà un pet,
sortirà en Patufet.
En sentir allò, els pares del Patufet van decidir començar a donar cols al bou per a menjar, i la bèstia es va anar inflant, inflant, fins que de sobte va fer un pet i va sortir el Patufet disparat. Es va poder reunir amb els seus pares de nou i van ser feliços per sempre més."